# Hans Wilhelm von Thümmel

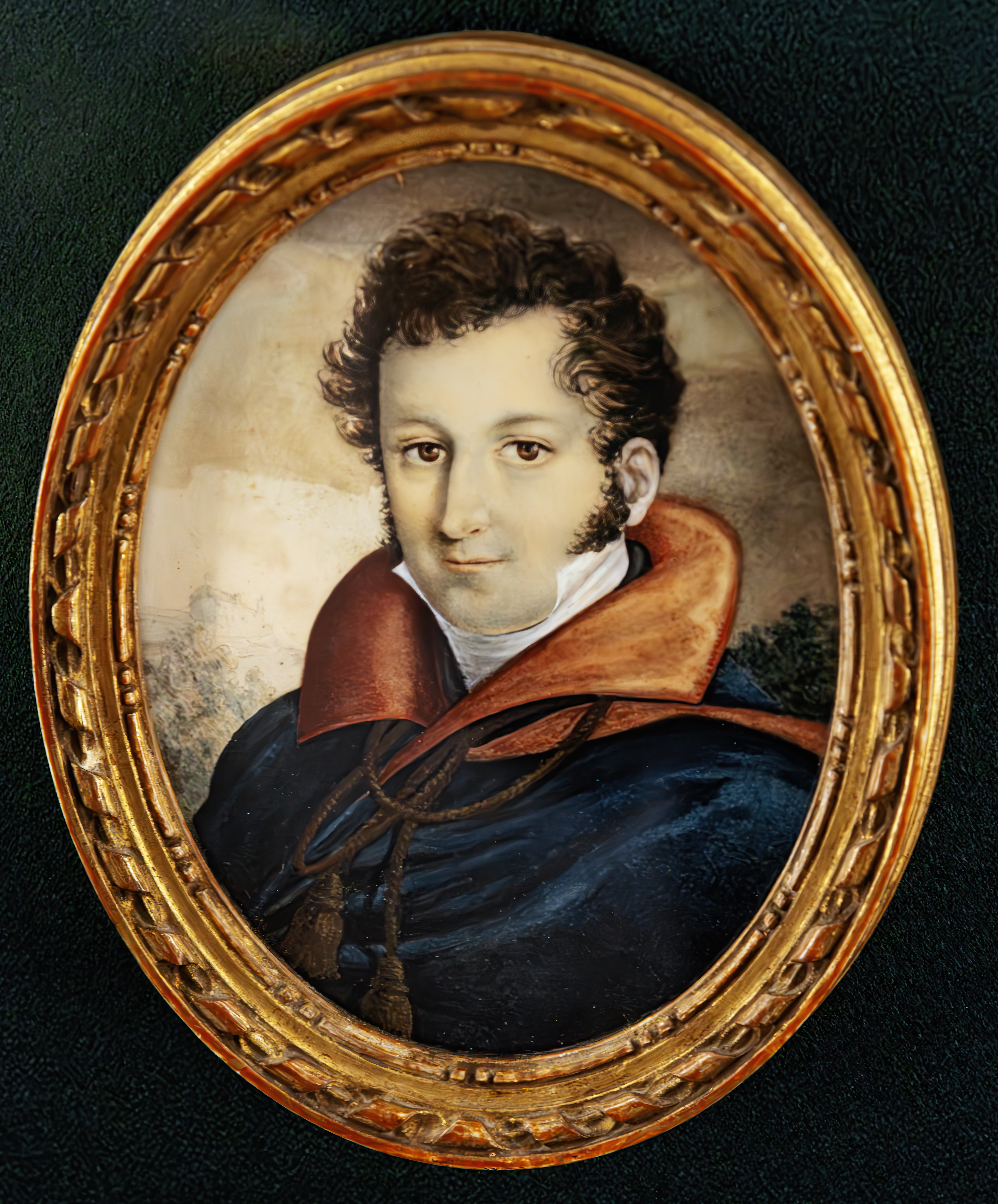
Hans Wilhelm von Thümmel – Museo Correr

Hans Wilhelm Freiherr von Thümmel (* 17. Februar 1744 in Schönefeld bei Leipzig; † 1. März 1824 in Altenburg) war ein Geheimrat, Minister und Diplomat in Sachsen-Gotha-Altenburg.

## Herkunft
Sein Vater war Landkammerrat Karl Heinrich von Thümmel (1710–1788) und dessen Ehefrau Ludmilla Charlotte Sabine von Böhlau († 8. Juli 1785) aus dem Haus Wünschendorf.
Der Schriftsteller Moritz August von Thümmel war sein älterer Bruder. Insgesamt hatte er 19 Geschwister.

## Leben

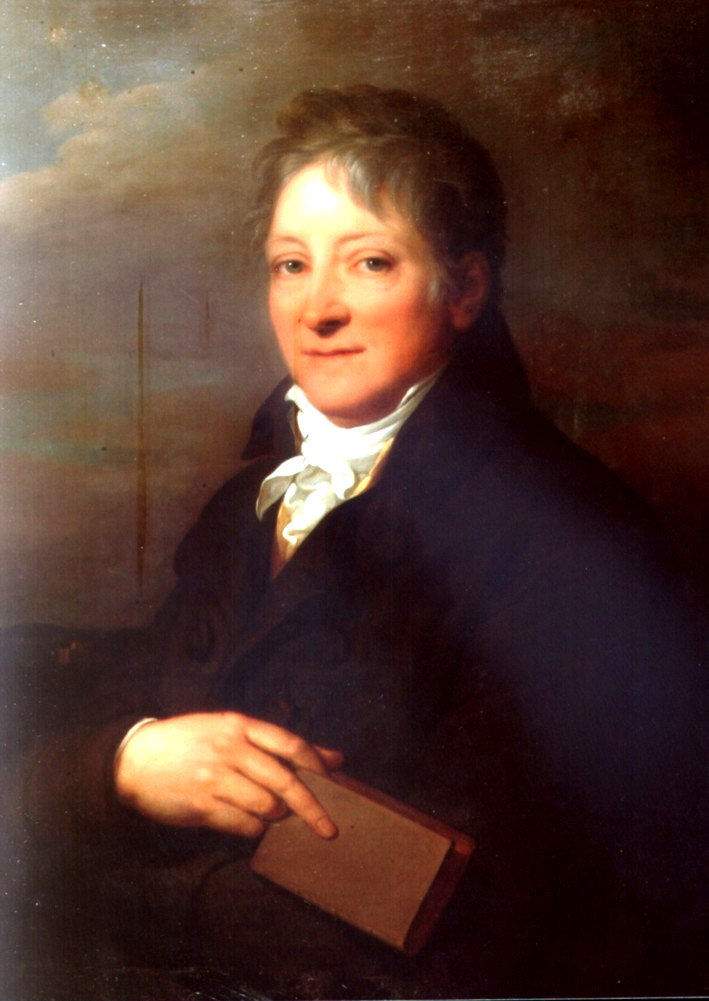
Hans Wilhelm von Thümmel

Nach einem Studium an der Leipziger Universität, das er aus finanziellen Gründen vorzeitig abbrechen musste, wurde er 1760 Page bei der Herzogin Luise Dorothea von Sachsen-Gotha und Altenburg. 1765 stieg er zum Kammerjunker auf.

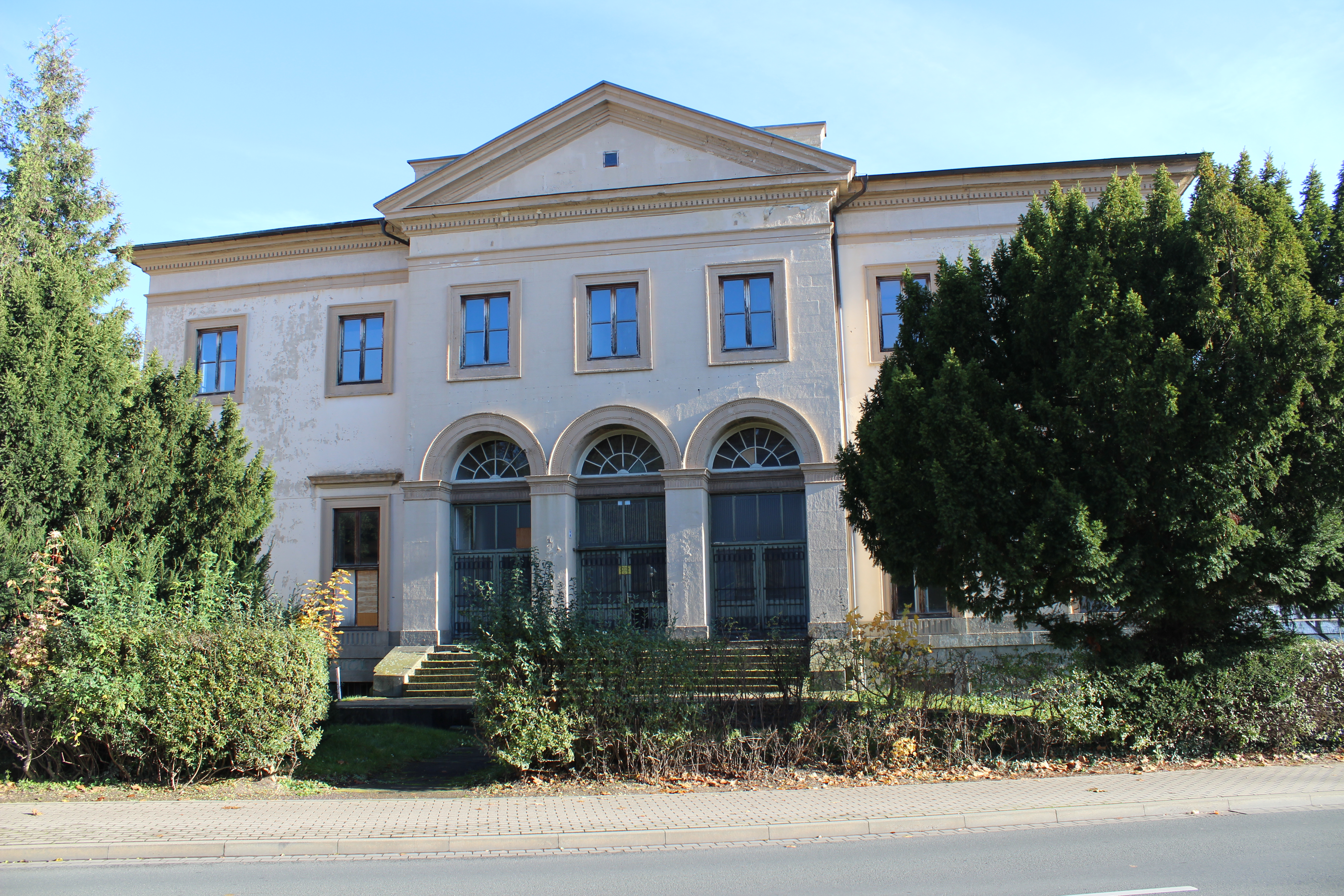
Prinzenpalais Gotha

1771 erhielt er eine Anstellung als Assessor beim Kammerkollegium in Gotha. Dort erbaute er 1776 für den jüngsten Sohn Luise Dorotheas, Prinz August von Sachsen-Gotha-Altenburg, das Prinzenpalais, eines der frühesten Bauten des Klassizismus in Deutschland.
1783 stellte ihn Herzog Ernst II. von Sachsen-Gotha-Altenburg, dem Hanns von Thümmel schon in jungen Jahren nahegestanden hat, an die Spitze der Altenburger Kammer und übertrug ihm später die Leitung des Obersteuerkollegiums. Thümmel war danach maßgeblich an der Einrichtung der Flößerei auf der Pleiße, an der Gründung (1792) der Kammerleihbank und am Chausseebau beteiligt. Auch die Erbauung mehrerer Armenhäuser und eines Krankenhauses geht auf seine Initiative zurück.  Zwischen 1803 und 1808 übernahm Thümmel mehrere diplomatische Missionen nach Dänemark, Berlin, Königsberg, Dresden und Paris. Dort verhandelte er 1807 als Gesandter seines Landesherrn mit Napoleon.
Nach seinem Abschied 1817 lebt Hans Wilhelm von Thümmel meistens in Nöbdenitz. Er gehörte zum Kreis der Herzogin Dorothea von Kurland in Löbichau. In den Wintermonaten fand sich Familie Thümmel samt den Töchtern Clementine und Constanze des Öfteren in den bekannten Berliner Salons ein.

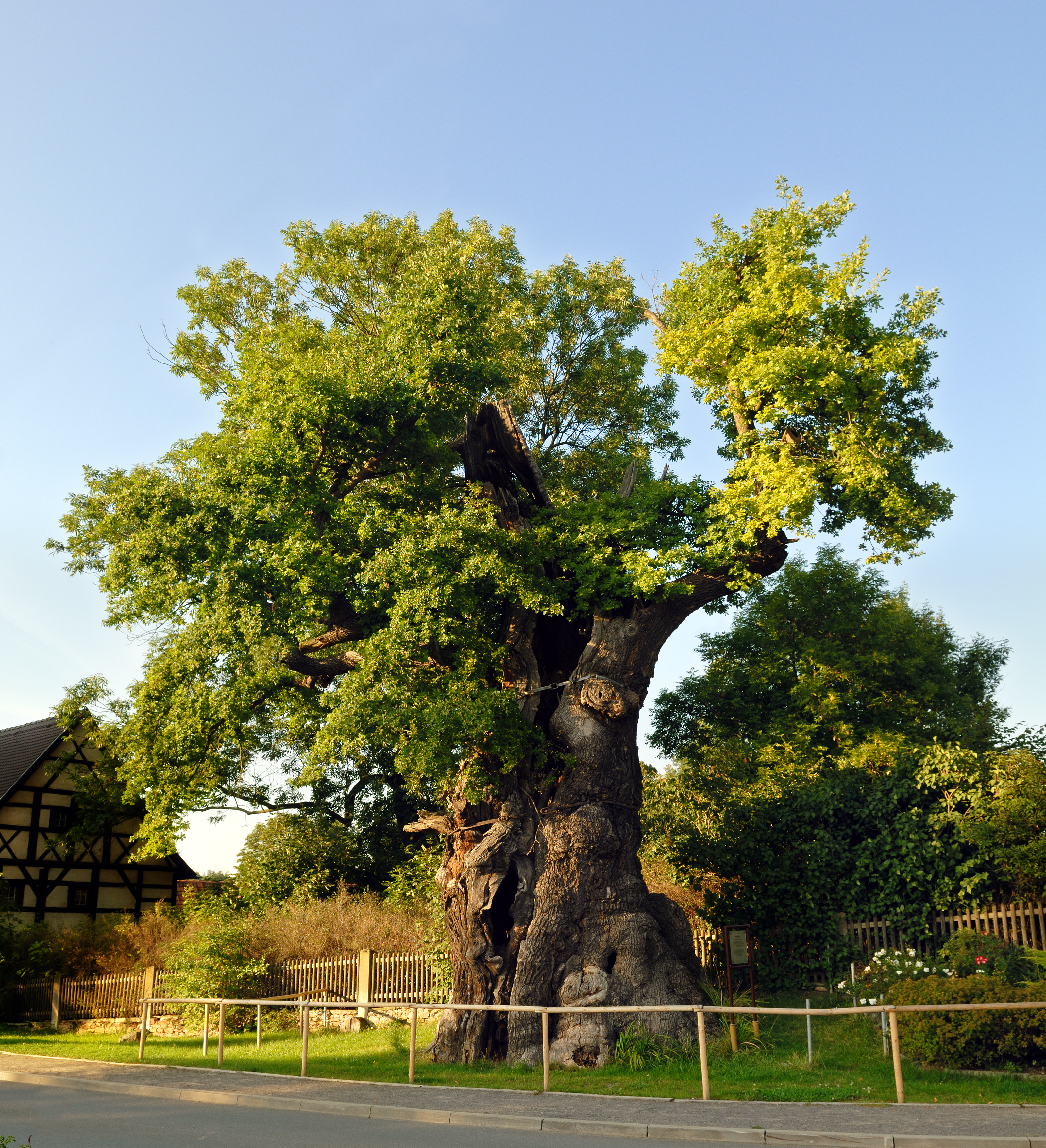
Thümmeleiche in Nöbdenitz

Von Thümmel starb 1824 in Altenburg. Zuvor hatte er verfügt, in einer alten hohlen Eiche in Nöbdenitz beigesetzt zu werden. Sein Grab in der nach ihm benannten Thümmeleiche besteht noch heute.
Wissenschaftlich wurde von Thümmel durch die 1813 veröffentlichte „Topografische Karte der Ämter Altenburg und Ronneburg“, eigentlich ein Kartenwerk einer Vielzahl von Karten, und durch seine „Historischen, statistischen, geografischen und topografischen Beiträge zur Kenntnis des Herzogtums Altenburg“ bekannt.

## Familie
Er heiratete die Freiin Charlotte von Rothkirch und Trach (1765–1839), mit der er die Kinder Ernst Julius (gest. 1838), Benjamin Alfred (1791–1828), Clementine Dorothea Friederike (gest. 1820), Charlotte Constanze (gest. 1834) und Hans Emanuel (1796–1825) hatte.

## Zitate
„Der Mensch, welcher den richtigen von der Vernunft gebildeten Weg fortgeht, ohne sich durch Lob oder Tadel anderer stören zu lassen, ist der wahre Philosoph. Man könnte seinen Gang Gleichmut der Weisheit nennen.“
...Wer in der Länderbeschreibung etwas Befriedigendes leisten will, muss das Land, das er beschreibt, eine lange Reihe von Jahren bewohnt und den Vortheil genossen haben, in den wichtigsten Fächern der Verwaltung angestellt gewesen zu seyn;...